# Згода (гміна Жихлін)
Згода (пол. Zgoda) — село в Польщі, у гміні Жихлін Кутновського повіту Лодзинського воєводства.
Населення — 173 особи (2011).
У 1975-1998 роках село належало до Плоцького воєводства.

## Демографія
Демографічна структура станом на 31 березня 2011 року:
|          | Загалом | Допрацездатний вік | Працездатний вік | Постпрацездатний вік |
| -------- | ------- | ------------------ | ---------------- | -------------------- |
| Чоловіки | 85      | 22                 | 52               | 11                   |
| Жінки    | 88      | 17                 | 41               | 30                   |
| Разом    | 173     | 39                 | 93               | 41                   |